# Gilles Peress
Gilles Peress (França, 1946) és un fotoperiodista francès establert als Estats Units. Viu i treballa a Nova York. Corre l'any 1971, quan Peress decideix dedicar-se a la fotografia i s'interessa pels conflictes ètnics i les tensions entre les cultures. El 1979, Gilles Peress recorre l'Iran durant cinc setmanes, en plena revolució: de tornada, porta un testimoni molt personal publicat a l'obra Telex Iran: In the Name of Revolution. En els anys vuitanta, torna a Irlanda del Nord i comença a treballar en el seu projecte Power in the Blood que passa a formar part d'un projecte encara en curs, Hate Thy Brother, un cicle d'històries documentals que denuncien la intolerància i la reaparició del nacionalisme i el tribalisme arreu del món. Farewell to Bosnia i The Silence, dues sèries sobre la guerra de Bòsnia i el genocidi de Rwanda, són les primeres obres publicades d'aquest cicle.